# Warande (Lelystad)
Warande is een nieuw woongebied in het zuiden van de Nederlandse gemeente Lelystad. Volgens de gemeente Lelystad kan het gebied ruimte bieden aan 8.500 huizen en 450 vrije kavels, waarmee het bewonersaantal kan stijgen naar 80.000 inwoners.

## De bouw
De bouw van het gebied is begonnen in 2009 en vindt plaats in fasen. In maart 2009 startte de verkoop van de eerste 350 projectwoningen en 200 kavels in het eerste deelgebied van Warande. In het centrum van de wijk worden onder andere winkels geopend en de bebouwing breidt zich dan uit in de richting van wat sinds 1988 de ruwbouw van NS-station Lelystad Zuid is, een halte die mogelijk op termijn in gebruik genomen gaat worden. Verder wordt er een aansluiting met de Rijksweg A6 voorzien.
In Warande is veel groen met en lanen en vaarten. Verder zijn er plannen voor de aanplant van zo'n 85 hectare bos. Het eerste gedeelte van het gebied kwam gereed in de periode 2015-2020. Door de kredietcrisis, die in 2008 uitbrak, kwam de bouw grotendeels stil te liggen en is nog niet voltooid.

## Multifunctionele Accommodatie
In Warande wordt een Multifunctionele Accommodatie (MFA) ontwikkeld. In dit gebouw komen voorzieningen die voor een woonwijk nodig worden geacht. In het MFA gaat zich een supermarktketen vestigen, een school (reeds al gevestigd in Warande maar neemt haar intrek in het MFA), een kinderopvang etc. Ook moet deze omgeving als ontmoetingsplaats van de wijk gaan dienen.